# Frailes (Yauco)
Frailes es un barrio ubicado en el municipio de Yauco en el Estado Libre Asociado de Puerto Rico. En el Censo de 2010 tenía una población de 321 habitantes y una densidad poblacional de 27,32 personas por km².

## Geografía
Frailes se encuentra ubicado en las coordenadas 18°7′38″N 66°54′41″O / 18.12722, -66.91139. Según la Oficina del Censo de los Estados Unidos, Frailes tiene una superficie total de 11.75 km², que corresponden a tierra firme.

## Demografía
Según el censo de 2010, había 321 personas residiendo en Frailes. La densidad de población era de 27,32 hab./km². De los 321 habitantes, Frailes estaba compuesto por el 82.87% blancos, el 1.56% eran afroamericanos, el 0.62% eran amerindios, el 6.85% eran de otras razas y el 8.1% pertenecían a dos o más razas. Del total de la población el 99.07% eran hispanos o latinos de cualquier raza.